# Nardoa galatheae
Nardoa galatheae is een zeester uit de familie Ophidiasteridae. De wetenschappelijke naam van de soort werd in 1865 als Scytaster galatheae gepubliceerd door Christian Frederik Lütken. De naam galatheae verwijst naar de "Galathea", een korvet waarmee de eerste van de Galathea-expedities werd gemaakt, waarbij de soort werd verzameld.